# Bergmania
Bergmania là một chi bướm ngày thuộc họ Lycaenidae.